# بيكا الغابة
بيكا الغابة (Ochotona forresti) هو نوع من عائلة البيكا. يوجد في بوتان والصين والهند وميانمار.